# Lutjanus argentiventris

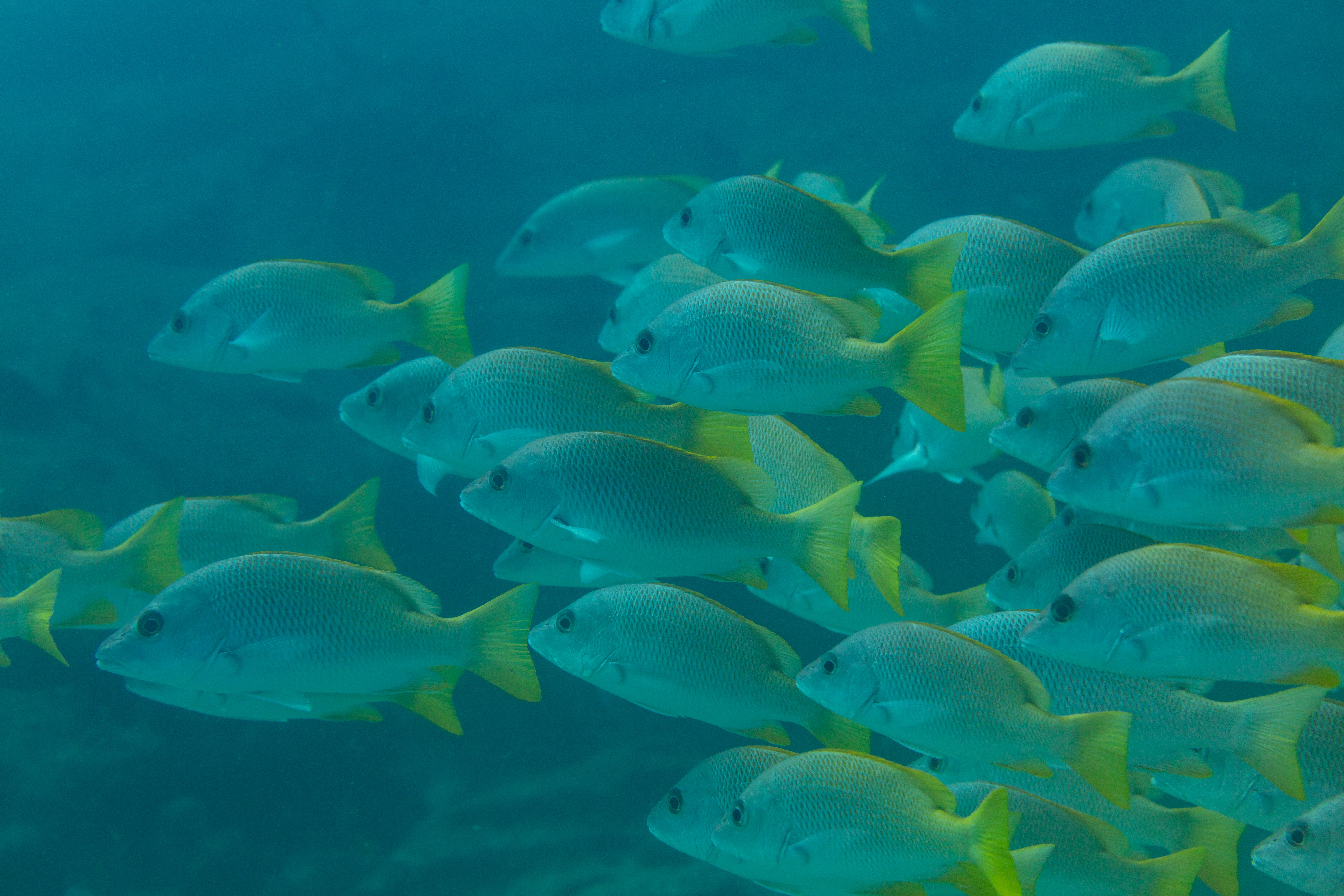
Nhóm

Cá hồng Amarillo (Danh pháp khoa học: Lutjanus argentiventris) là một loài cá hồng trong họ Lutjanidae phân bố trong vùng biển phía Nam California xuống đến tận Peru. Trong vùng biển California, nhất là vào những năm nước biển ấm hơn có thể câu hoặc đánh bắt được những loại cá hồng như Lutjanus argentiventris. Cá dài khoảng 60 cm. Phần trước thân màu hồng đỏ, chuyển sang vàng nhạt nơi phần sau, lưng đôi khi màu nâu-đỏ. Vây đuôi vàng. Dưới mắt có những vệt hay đốm màu xanh lam.